# شهرستان ابرا
شهرستان ابراء (به عربی:  ولایة ابراء ) یکی از شهرستانهای منطقه شرقی در کشور پادشاهی عمان است. شهرستان ابراء در فاصله ۱۷۰ کیلومتری جنوب مسقط واقع شده است.

## جمعیت
جمعیت آن در حدود ۳۰ هزار نفر می‌باشد.

## نگارخانه

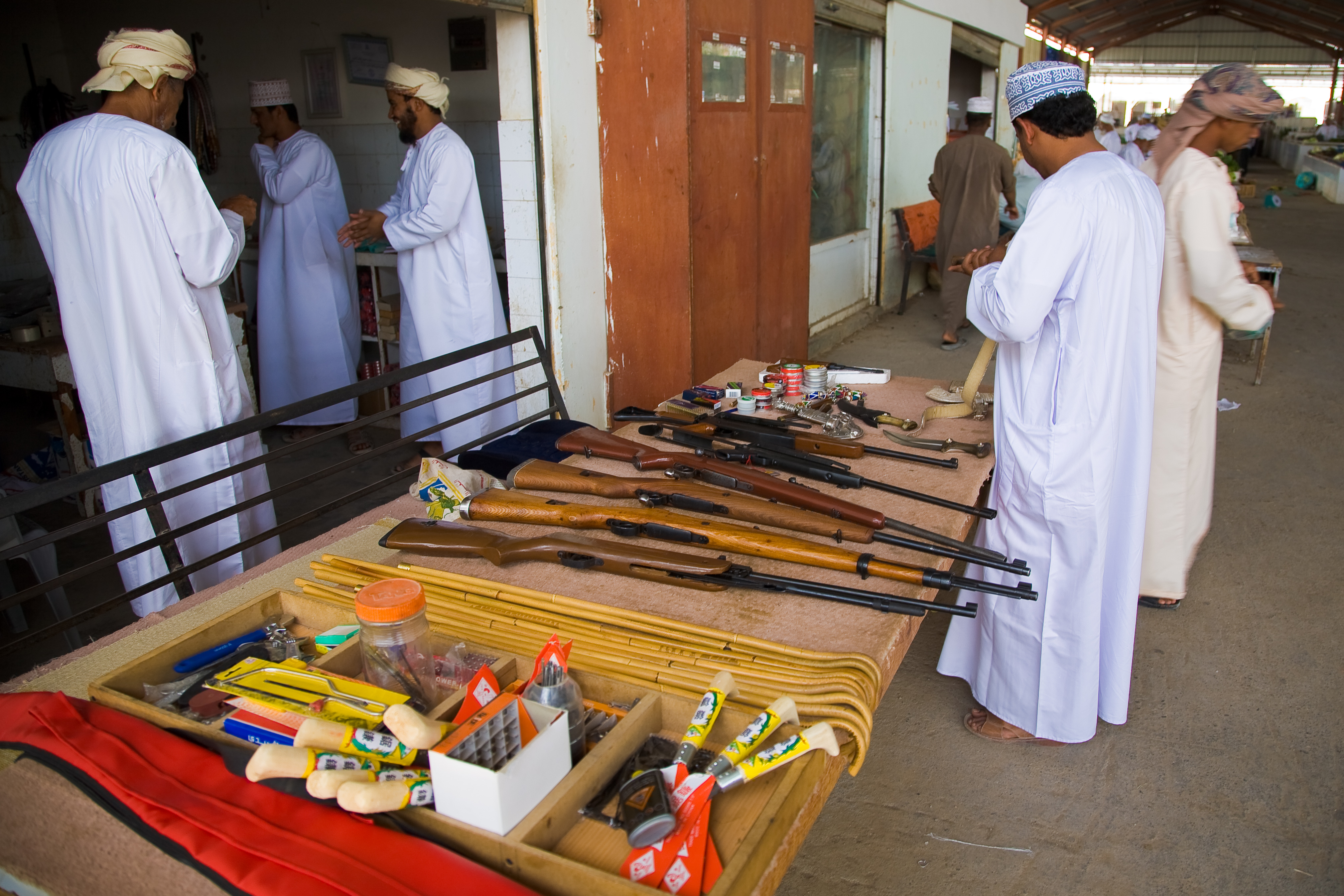
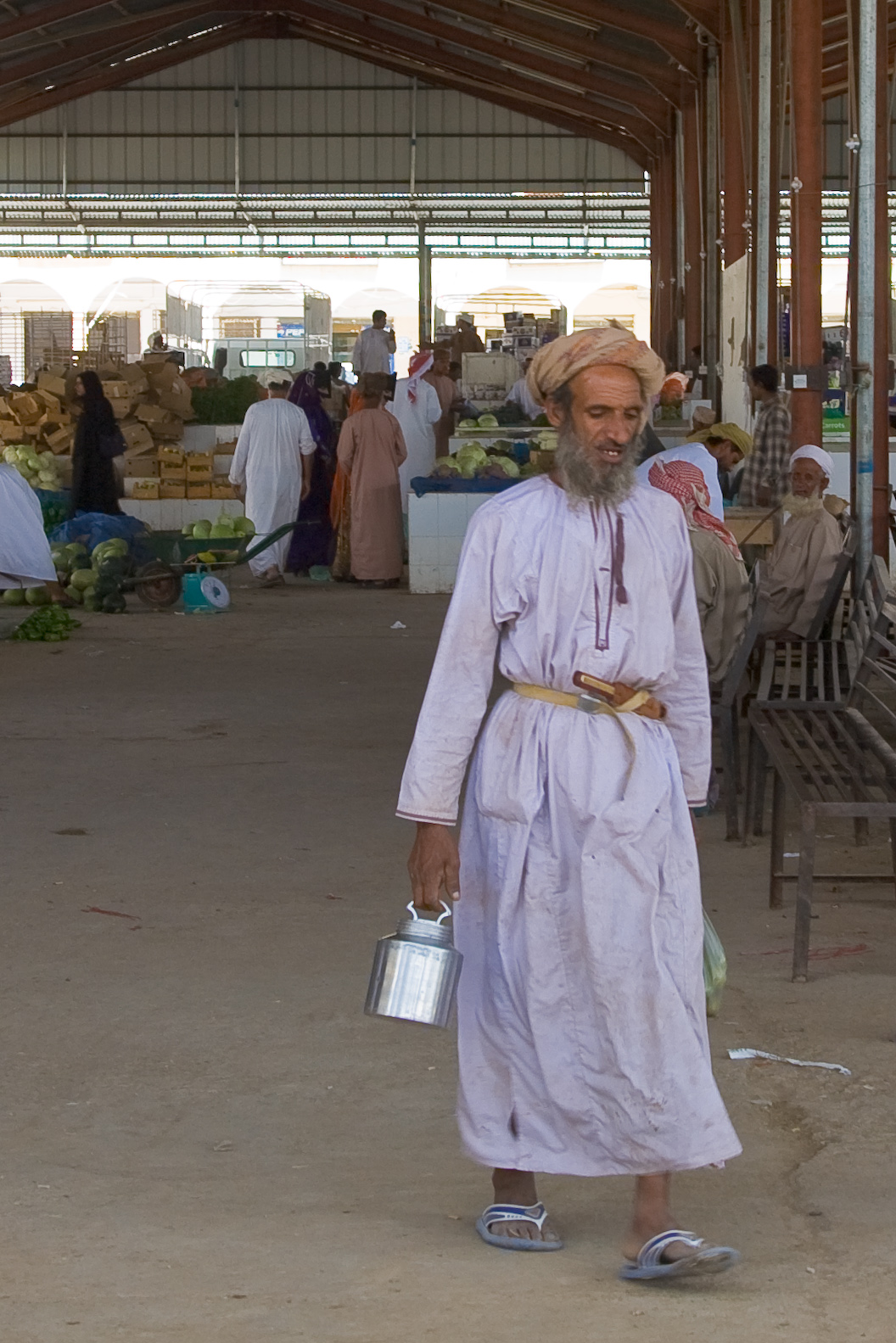
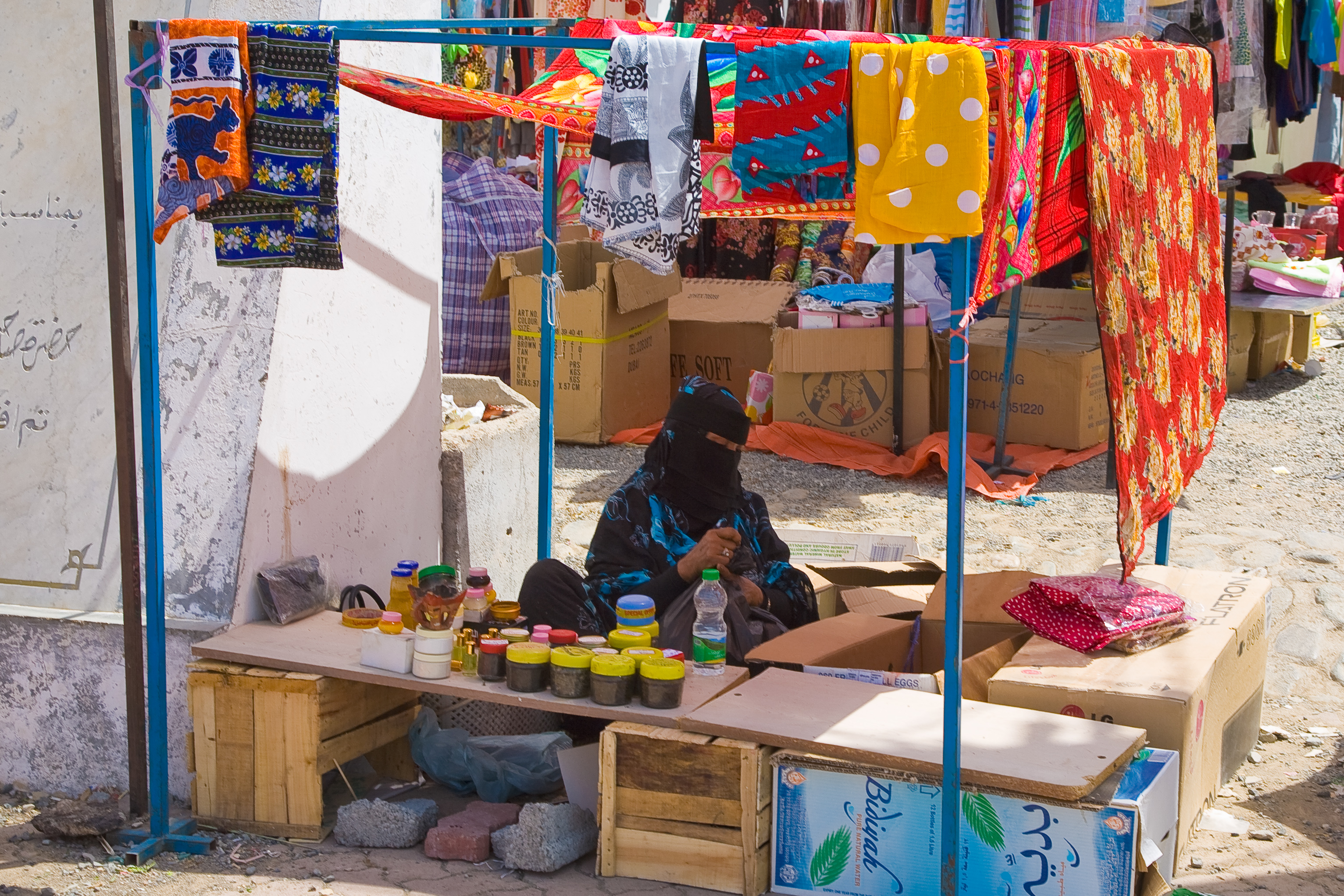
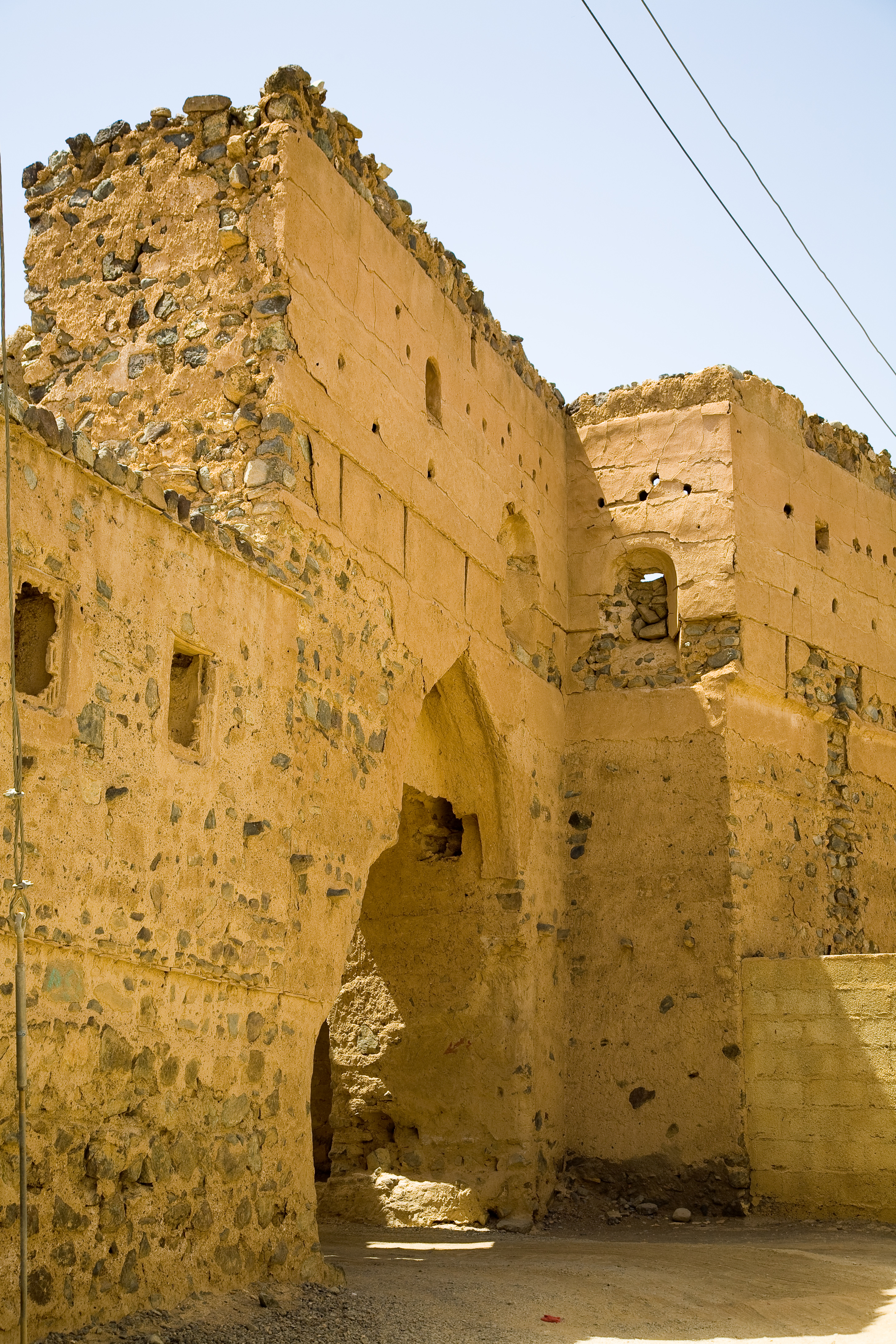